# Kakinomoto no Hitomaro

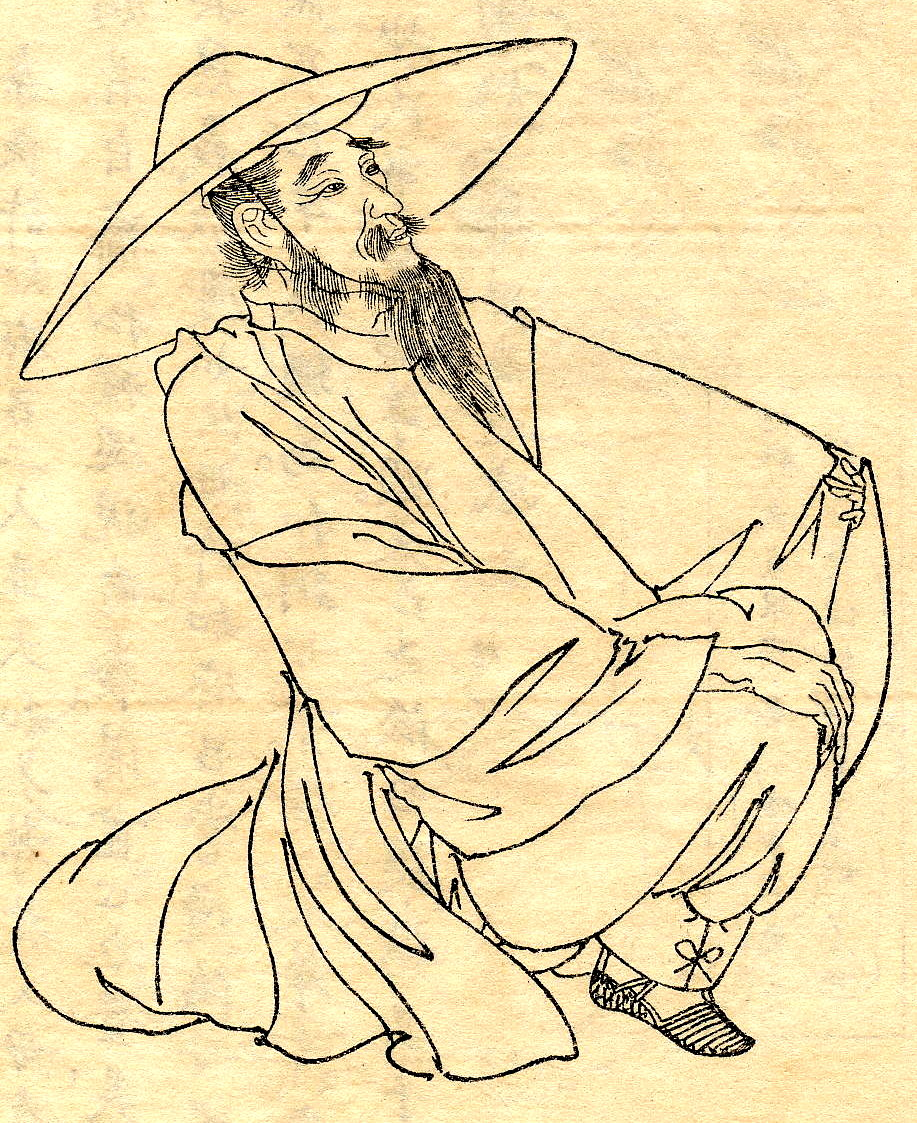
Hitomaro por Kikuchi Yosai

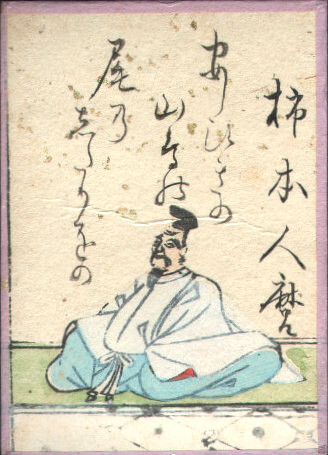
Kakinomoto no Hitomaro, del Ogura Hyakunin Isshu.

Kakinomoto no Hitomaro (柿本 人麻呂?   662 - 710) fue un poeta japonés del período Nara, designado como uno de los Treinta y seis poetas inmortales. Fue uno de los poetas más prominentes del Man'yōshū, en especial de los volúmenes 1 y 2.

## Trabajo y fama
Los poemas más afamados de Hitomaro incluyen "	
En el mar de Iwami arropado hiedra" Archivado el 24 de septiembre de 2015 en Wayback Machine., "La bahía de Tsunu" Archivado el 2 de febrero de 2015 en Wayback Machine., y "La amé como las hojas". Posee 19 chōka (o nagauta, poemas largos) en el Man'yōshū y cerca de 75 tanka (o mijikauta, poemas cortos). Algunos de sus poemas fueron escritos para acontecimientos públicos, como por ejemplo, su "Lamento por el Príncipe Takechi". Otros de sus poemas fueron escritos en momentos de su vida sumamente dramáticos como la muerte y de su esposa y el haber visto un cadáver.
En el prefacio de la compilación del Kokin Wakashū, Ki no Tsurayuki lo llama Uta no Hijiri, un poeta divino comparable con el poeta de la era Yamato, Yamabe no Akahito. Ikeda Munemasa escribió "Retrato de Hitomaro y de su poema waka". Los poetas waka modernos como Masaoka Shiki y Saito Mokichi lo consideran uno de los más grandes poetas dentro de la historia de la literatura japonesa.
En la ciudad de Akashi en la prefectura de Hyogo se encuentra el jinja de Kakinomoto, una capilla en honor a Hitomaro donde cada año se lleva a cabo un utakai' (fiesta waka) en su honor.
Durante el período Heian, algunos poemas waka anónimos del Man'yōshūfueron atribuidos a Hitomaro. Esto incluye los poemas atribuidos a Hitomaro en la compilación Fujiwara no Teika del Hyakunin Isshu.

## Vida
A pesar de su prominencia como poeta, los detalles sobre su vida son inciertos. Su nombre no aparece en el Nihon Shoki ni en el Shoku Nihongi (Historia de Japón II), todos sus datos biográficos provienen del Man'yōshū. Su poema waka más temprano se ubica en el 680 bajo el reinado del Emperador Tenji. Sirvió a la Emperatriz Jito y su sucesor el Emperador Mommu. Cuando su edad rondaba los 50 años, fue asignado a una oficina provincial en la Provincia de Iwami, hoy día parte oeste de la Prefectura de Shimane, donde murió. En el 700 hizo un waka tras la muerte de la Princesa Asuka, siendo este el último poema con fecha conocida, por lo que se supone que haya muerto un año después. 